# ویسلی
ویسلی (به انگلیسی: Wisley) یک روستا و محله مدنی در بریتانیا است که در Guildford واقع شده‌است. ویسلی ۴٫۰۳ کیلومتر مربع مساحت و ۱۸۵ نفر جمعیت دارد.